# Augila sulciceps
Augila sulciceps är en insektsart som beskrevs av Stsl 1870. Augila sulciceps ingår i släktet Augila och familjen Caliscelidae. Inga underarter finns listade i Catalogue of Life.